# 长圆蛤
，是帘蛤目蹄蛤科圆蛤属的一种。主要分布于中国大陆、台湾，常栖息在潮下带10－30米。